# 协议实现一致性声明
协议实现一致性声明（Protocol Implementation Conformance Statement）簡稱PICS，是一種結構性文件，說明針對特定通訊協定标准的實作是否符合對應標準。协议实现一致性声明一般是正式協定相容性測試結果的記錄，有些測試自動化也會輸出协议实现一致性声明。
协议实现一致性声明可以配合TTCN-3（測試及測試控制表達法）使用。

## 外部連結
- Example proforma PICS from ETSI showing which information would be completed.